# Hordjédef
Fils du pharaon Khéops, Hordjédef (ou Djédefhor) ne semble pas avoir été pharaon lui-même, bien que son nom soit inscrit à l'intérieur d'un cartouche sur un graffito du Ouadi Hammamat. Une stèle dite fausse-porte, conservée au musée des beaux-arts de Boston, montre Hordjédef respirant une fleur de lotus, acte rituel le plus souvent accompli par des prêtresses. Le texte indique : « Que la voix sorte pour lui en toute fête, chaque jour ».
Directeur des scribes, chef des secrets, prophète de Rê, Hordjédef fut, aux yeux des Égyptiens, l'un des personnages majeurs de l'époque des pyramides. Chargé d'inspecter les lieux sacrés de la nécropole de Memphis, il était considéré comme un sage si célèbre que de nombreux dignitaires de la région reprirent son nom.
D'après un conte, Hordjédef joua un rôle essentiel lors de l'édification de la grande pyramide de son père.
Infatigable chercheur qui, en parcourant les temples, dut recueillir plusieurs textes sacrés, il fut également un écrivain, auteur d'un Enseignement, qu'on étudiait encore à l'époque ramesside (XXe dynastie) et demeura populaire jusqu'à l'époque romaine. Il n'en subsiste qu'un petit nombre de fragments.

## Généalogie
Il est le fils du roi Khoufou et de la reine Mérititès Ire.
On ne connaît pas le nom de son épouse mais il aurait un fils du nom de Aouibrê.

## Sépulture
Hordjédef fit construire son tombeau, pour son épouse et lui-même, à l'est de la grande pyramide. Il s'agit d'un mastaba double (G 7210-7220), fouillée par Reisner entre 1902 et 1939. Très dégradé, il fournit peu d'informations sur Hordjédef, nommé Chef de tous les travaux du roi.